# Közönséges tarajosteknős
A közönséges tarajosteknős (Graptemys pseudogeographica) a teknősök (Testitudines) rendjébe és a mocsáriteknős-félék (Emydidae) családjába tartozó faj.

## Előfordulása
Az Amerikai Egyesült Államok középső részének déli területein honos. Tavak, nagy folyók és elöntött erdők lakója.

## Alfajai
- Graptemys pseudogeographica pseudogeographica
- Graptemys pseudogeographica kohnii

## Megjelenése
A hím testhossza 9-15 centiméter, a nőstény 13-27 centiméter.

## Életmódja
Eredeti élőhelyén vízinövényekkel, algákkal, rovarokkal, puhatestű állatokkal és halakkal táplálkozik.
Várható élettartam: 15 év
Akváriumban élő királyteknős várható élettartama: 4-5 év

## Külső hivatkozás
- Képek az interneten a fajról